# 箸蔵山ロープウェイ
箸󠄀蔵山ロープウェイ（はしくらさんロープウェイ）は、徳島県三好市池田町州津にあるロープウェイ路線および運営会社（箸󠄀蔵山ロープウェイ株式会社）である。真言宗別格本山箸蔵寺へのアクセスとして利用されている。

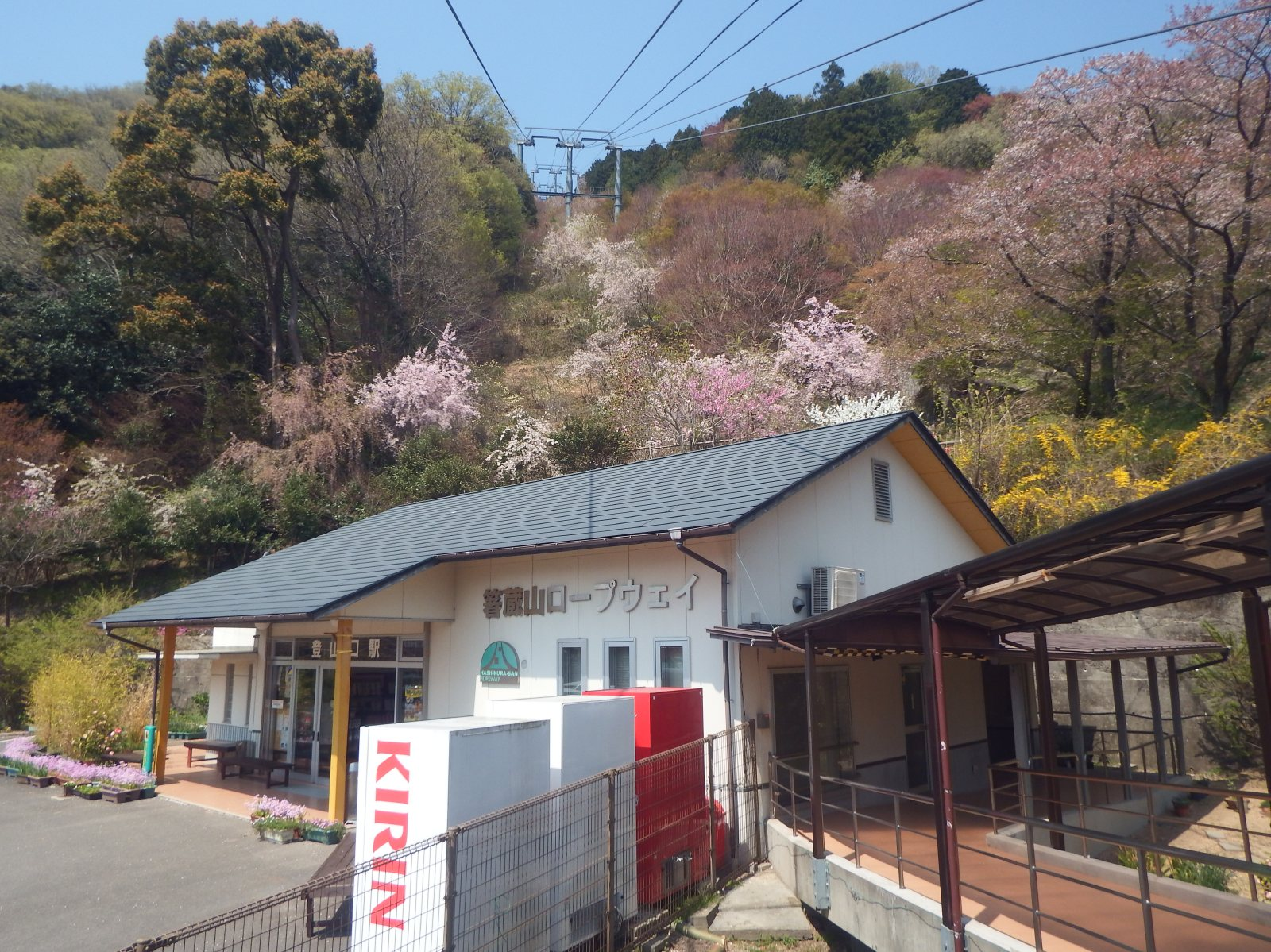
山麓駅

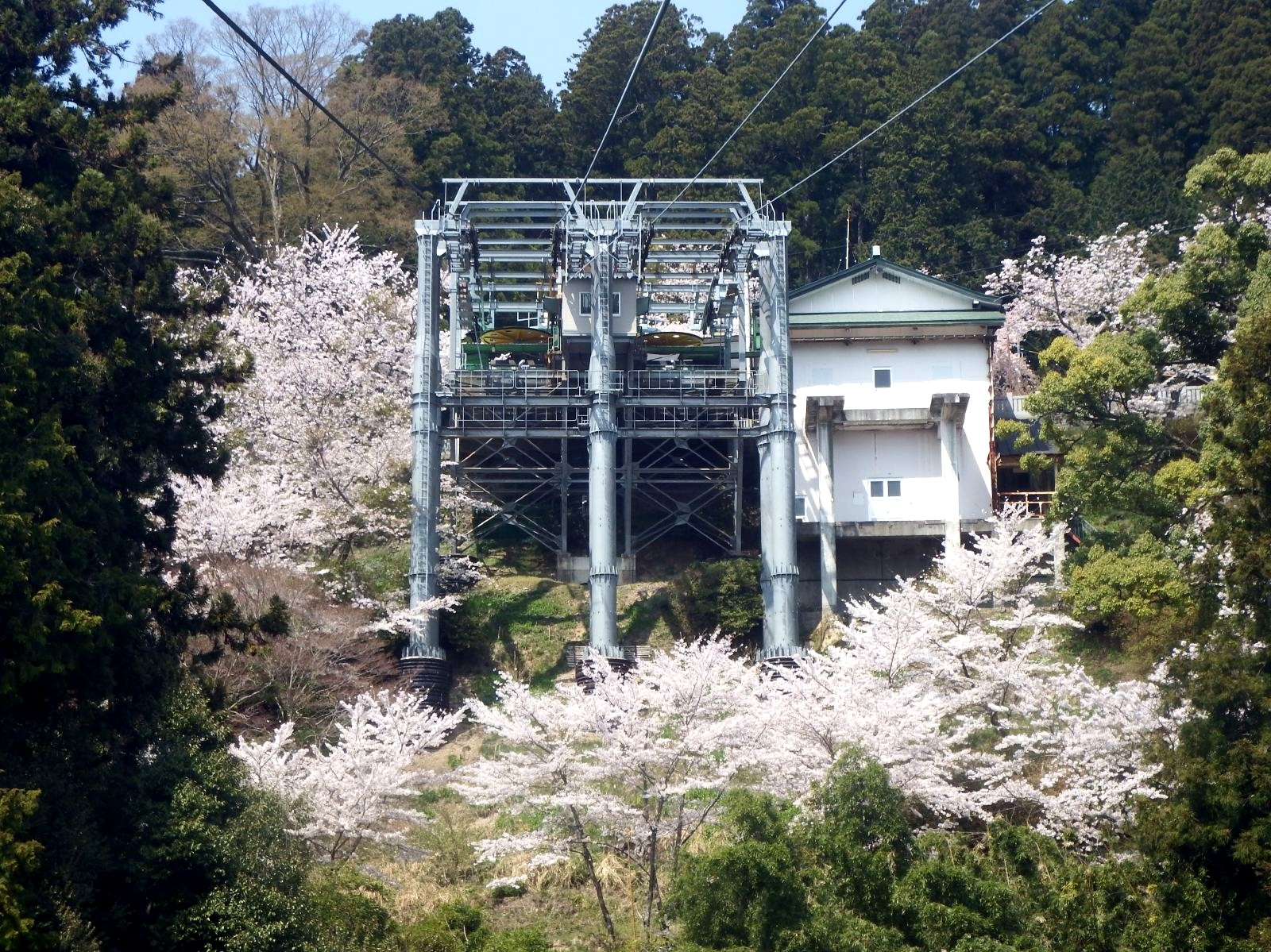
山頂駅

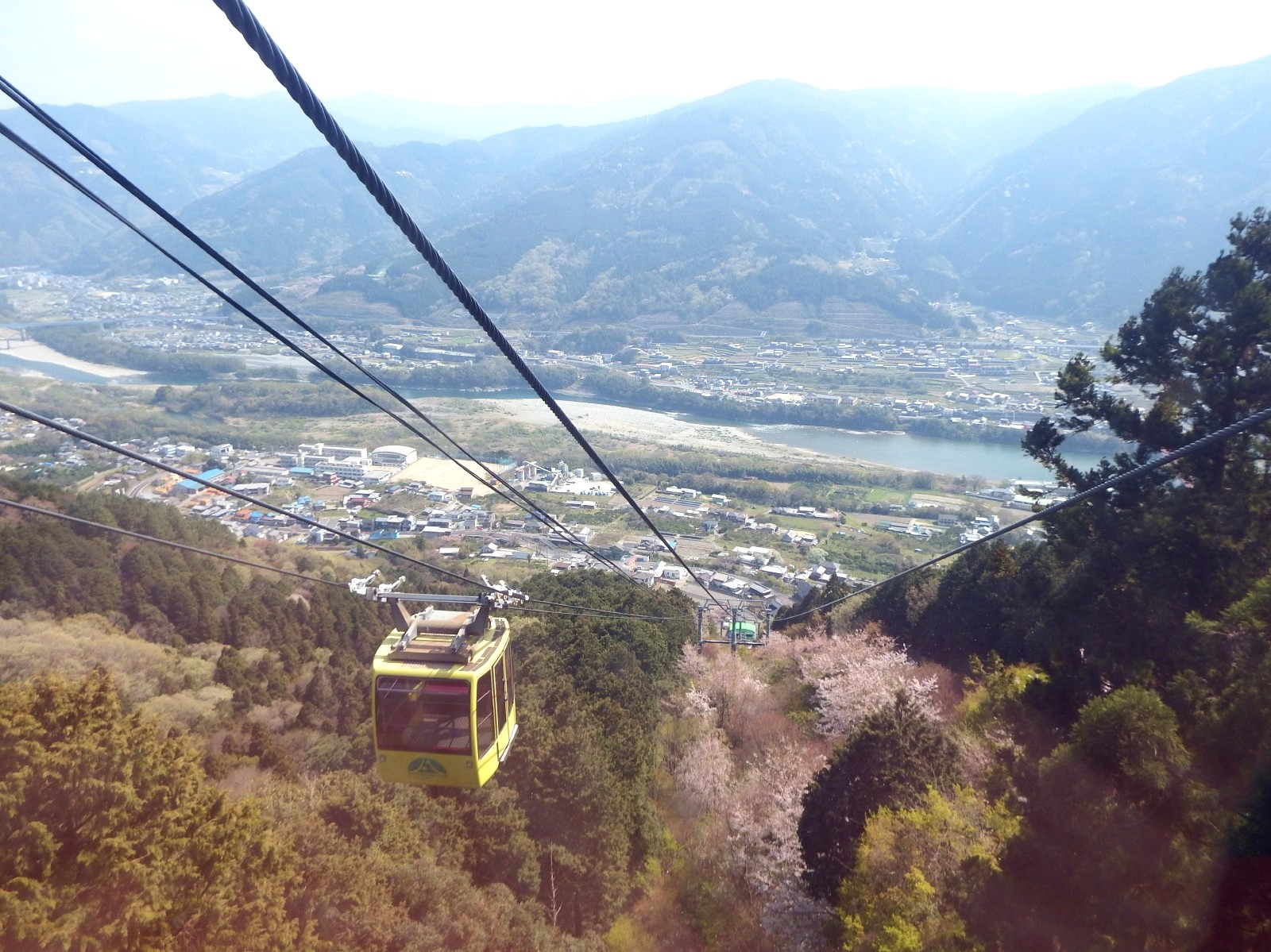
吉野川が臨める

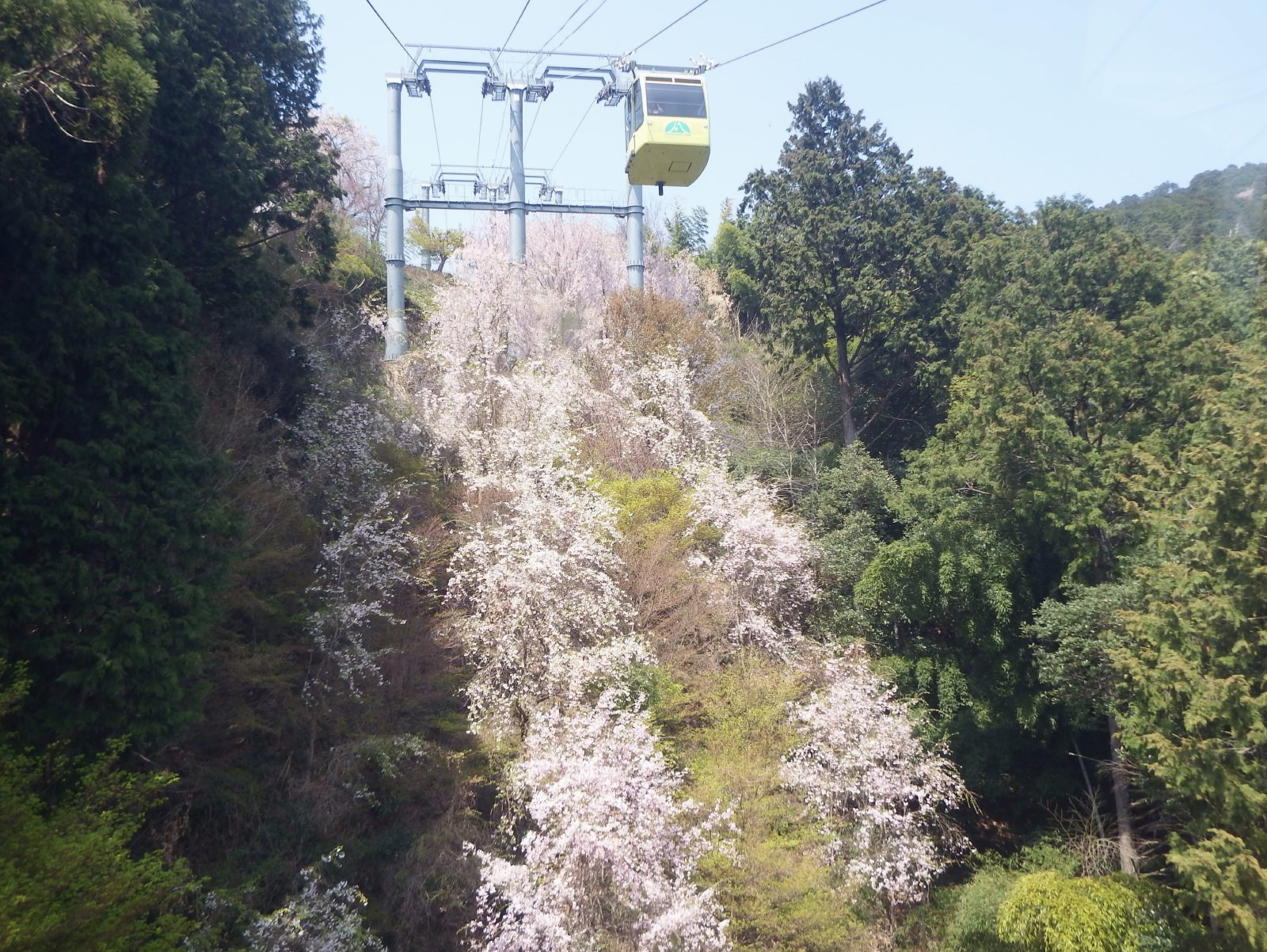
春爛漫

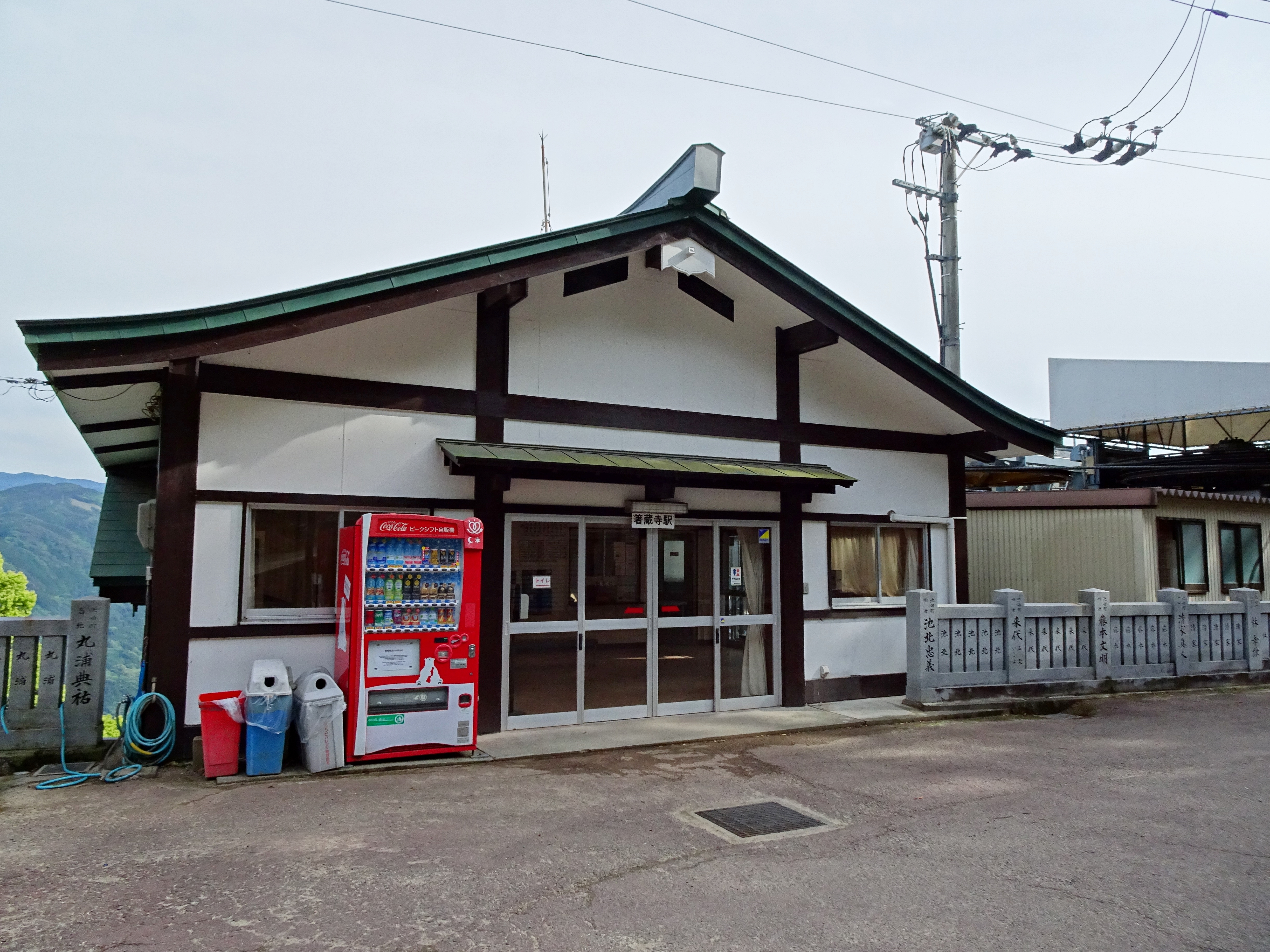
箸蔵寺駅（山頂駅）

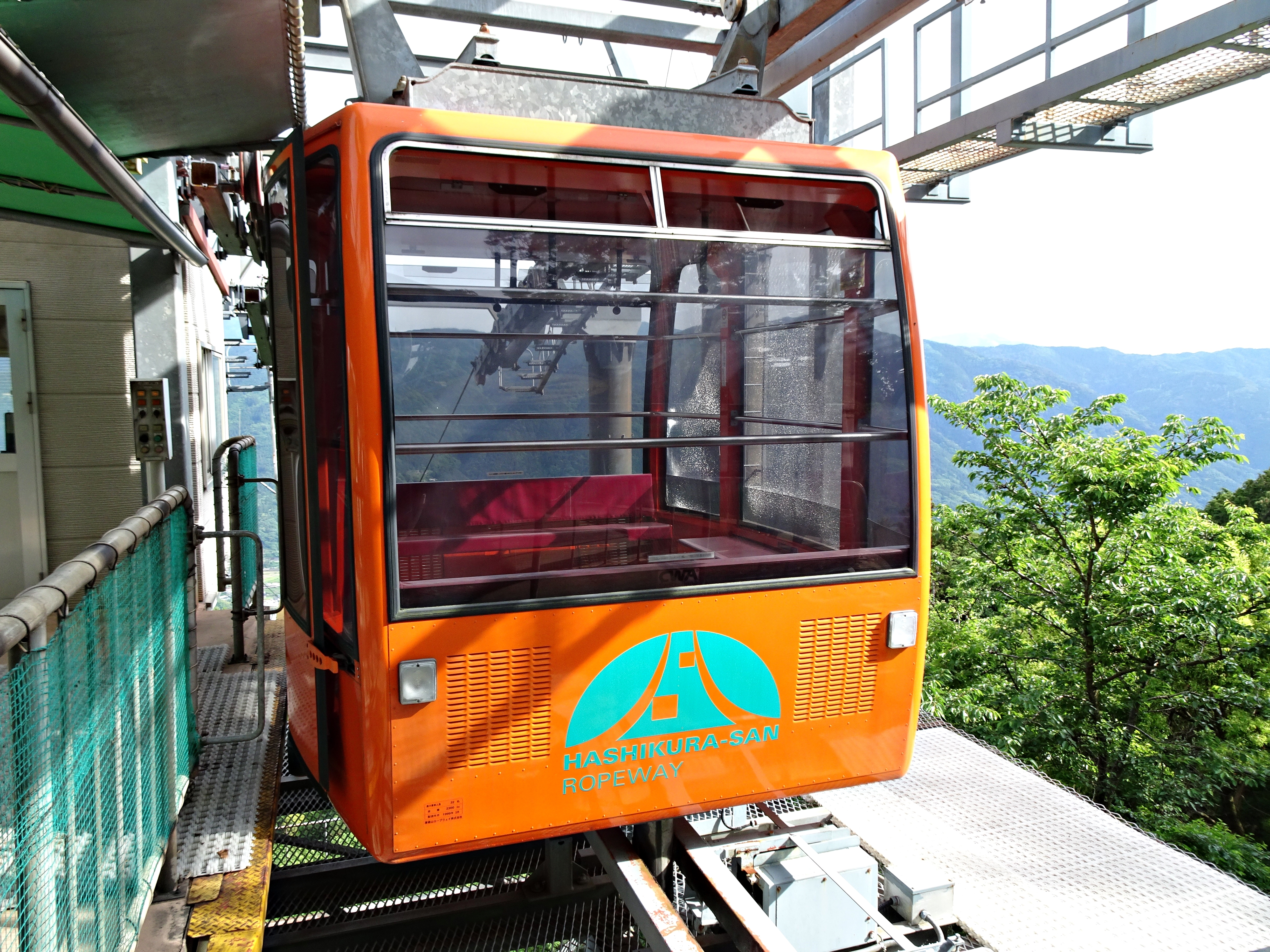
搬器

## 歴史
もともとは、1930年（昭和5年）に敷設された箸蔵登山鉄道のケーブルカーがあったが、太平洋戦争により不要不急線指定され1944年（昭和19年）に廃止となった。
戦後は四国ケーブルの索道（リフトとロープウェイ）が1971年（昭和46年）に開業したが、老朽化により1998年（平成10年）に廃止となっている。

### 年表
- 1971年（昭和46年）4月1日 - 八栗箸蔵ケーブル（現・四国ケーブル）により箸󠄀蔵山ロープウェイが開業。
- 1998年（平成10年） - 箸󠄀蔵山ロープウェイが老朽化により廃止。
- 1999年（平成11年）
  - 1月10日 - 老朽化した箸󠄀蔵山ロープウェイ撤去。
  - 4月1日 - 四国ケーブルが箸󠄀蔵山ロープウェイを分社化。新索道線が開業[2]。
- 2021年（令和3年）4月15日 - 2020年東京オリンピックの聖火リレーのコースとして使用される[3][4]。
  - 当初は2020年（令和2年）4月16日に実施予定であったが[5]、新型コロナウイルス感染症（COVID-19）の流行拡大に伴う開催延期によってリレーも延期となった。

## 路線データ
- ゴンドラ：スイス CWA製の32人乗り
- 索道の方式：複式単線交走式 (DLM) フニテル
- 線路水平長：約876m
- 線路傾斜長：約948m
- 高低差：約342m
- 運転速度：5.0m/s
- 所要時間：約4分
- 設計製作メーカー：日本ケーブル

## 運転時間
- 4月 - 11月：朝8時より運行
- 12月 - 3月：朝9時より運行

毎時15分おきに運行
団体・大祭時、お正月には臨時運行がされる。

## 駅一覧
登山口駅 - 山頂駅

## 交通機関
登山口駅
- 四国旅客鉄道（JR四国）土讃線の箸蔵駅より徒歩約5分
  - 阿波池田駅よりバスで15分
- 徳島自動車道井川池田ICより車で7分